# کلیسای سنت پیتر و پل (اولان باتور)
کلیسای سنت پیتر و پل (انگلیسی: Saints Peter and Paul Cathedral) یک کلیسای جامع کاتولیک رومی در اولان‌باتور، مغولستان است که توسط معمار صرب پرداک استوپار طراحی شده‌است. این کلیسا در سال ۲۰۰۳ توسط کاردینال کرسنزیو سپه تقدیس شد. شکل آن شبیه به یک یورت است.